# Smartwings
A Smartwings (korábban Travel Service) Csehország legnagyobb magán légitársasága. A vállalat központja a Prága-Václav Havel repülőtéren található. A cég ezen a néven kizárólag charter járatokat üzemeltet, menetrend szerinti járatait diszkont légitársaság formájában működteti.
A légitársaság 2001 óta Smartwings Hungary (korábban: Travel Service Hungary) néven Magyarországon is jelen van. A magyar leányvállalat egy Boeing 737–800-as (lajstromjele: HA-LKG) repülőgépnek a bázisa a Budapest Liszt Ferenc nemzetközi repülőtér. A Smartwings 2017-ben a České aerolinie cseh állami légitársaság többségi tulajdonosa lett.

## Története
A céget 1997-ben alapították cseh magánbefektetők Prágában. 2007 szeptemberében az Icelandair Group felvásárolta a cég 50%-át, amit 2008 áprilisáig fokozatosan 80%-ra növeltek. Az izlandiak még az év végén, decemberben, az izlandi gazdaság összeomlása miatt 66%-ra kényszerültek csökkenteni tulajdoni hányadukat, majd 2009-ben fokozatosan eladták a maradék részüket. Előbb 50,1%-ra aztán 30%-ra csökkentették a hányadukat, majd ezt egy külön vállalatba szervezve a maradék 30%-ot egyben adták el. A részvények fölvásárlói nagyrészt az eredeti cseh befektetők voltak, csupán az utolsó 30% került az Icelandair hitelezőinek tulajdonába a vállalat tartozáskiegyenlítési lépéseinek egyikeként.
2014-ben 4,3 millió utast szállítottak, amiből 3,1 millió a Travel Service (és azonos nevű leányvállalatai), míg 1,2 millió a Smartwings utasa volt.

## Célpontok
Úti céljai világszerte szinte kivétel nélkül népszerű turistacélpontok. Afrikában Kenya, Marokkó, Tanzánia, Tunézia, a Zöld-foki-szigetek, Ázsiában Thaiföld, az Egyesült Arab Emirátusok és Izrael, Közép-Amerikában Jamaica, Európában Albánia, Bulgária, Horvátország, Csehország, Franciaország, Görögország, Ciprus, Oroszország, Lengyelország, Magyarország, Izland, Olaszország, Írország, Montenegró, Portugália, Szlovákia, Spanyolország, Svédország és az Egyesült Királyság reptereire közlekedtet elsősorban charter, illetve nyári szezonális menetrend szerinti járatokat.
A Smartwings Hungary gépei egész évben látogatják a Budapest Ferihegy 2A és 2B termináljait továbbá nyáron a debreceni repülőtérről is indítanak charter járatokat.

## Flotta

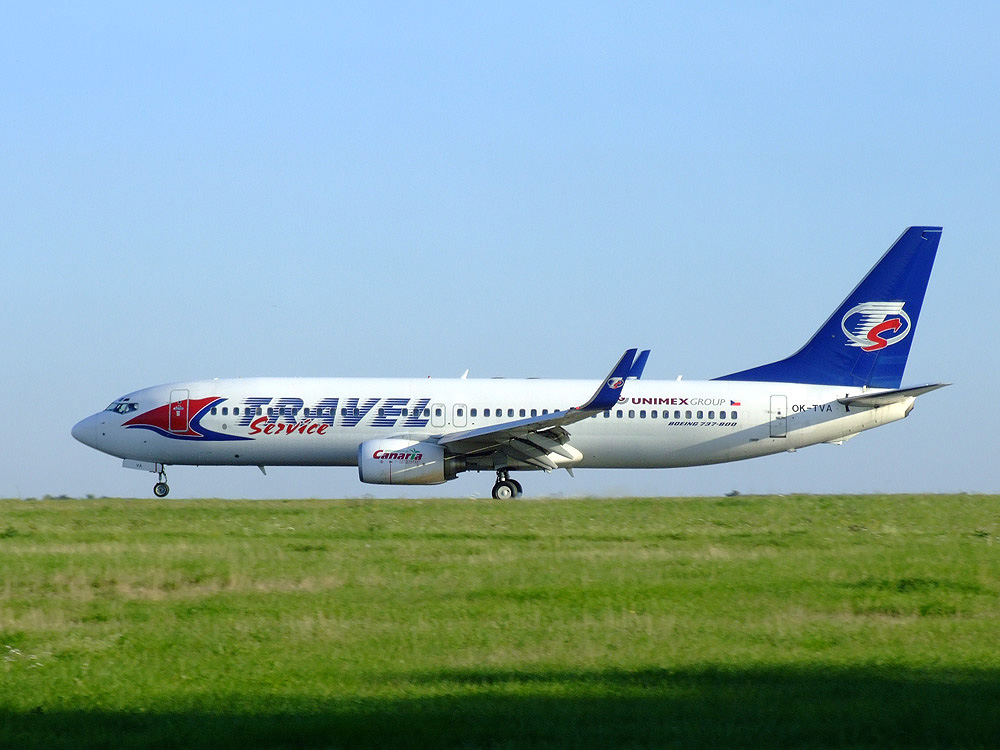
A Travel Service egyik Boeing 737–800-asa (2009)

A Smartwings flottája (a leányvállalatokkal együtt) 2013 januárjában 52 gépből állt